# 프란체스코 살비아티 (대주교)
프란체스코 살비아티 리아리오(Francesco Salviati Riario, 1443년~1478년)는 1474년 피사의 대주교였으며 파치 음모사건의 주동자 중 한 명이었다. 리아리오 가문과 살비아티 가문의 혈족이기도 하고, 파치, 메디치, 베토리, 그 외 권력가와 혼맥으로 연결되어 있었다. 친 메디치 성향의 자료에 기록된 살비아티에 대한 평가를 보면 교회를 통해 권력쟁취를 추구했던 아첨꾼이자 도박꾼으로 묘사하고 있다.

## 생애

### 어린 시절
어린 나이에 고아가 된 살비아티는 인본주의자로서 교육 받았지만 그의 아버지를 잃은 후에는 가문을 부흥 시킬 수 없다는 것을 알고 성직자로서 성공하기 위해 노력했다. 1464년, 살비아티는 로마로 가서 프란체스코 델라 로베레(훗날 교황 식스토 4세)와 그의 조카들인 지롤라모, 피에트로와 교류하였다. 이때의 인연으로 인해 1474년(31세) 피사 대주교에 임명될수 있었다.

### 피렌체 대주교
1473년 피렌체 대주교 피에트로 리아리오(교황 식스토 4세의 조카)가 갑자기 사망하였다. 피렌체의 통치가문인 메디치 가문의 수장 로렌초(1449~92)는 신임 대주교에 자신의 처남인 리날도 오르시니의 임명을 요청하였다. 그러나 교황은 피사 교구와 피렌체를 병합하고자 1474년 피사 대주교인 프렌체스코 살비아티를 임명했다. 로렌초는 절차상 하자를 명분으로 신임 대주교의 부임을 막았다.
피렌체 공화국내의 성직자 임명은 피렌체 수상(곤팔로니에레)의 동의를 받기로 약속한 바가 있는데도 불구하고 이것이 무시되었다는 이유였다. 임지부임이 거부당한 프렌체스코 살비아티는 3년동안 로마에 머무를 수밖에 없었으며 이로 인해 메디치 가문에 대해 앙심을 품게 되었다. 교황도 분노하며 피렌체 전체에 파문과 성무정지를 내리겠다고 압박을 가하였다.

### 파치 음모 사건
임지부임을 거부당해 메디치 가문에 대한 복수심에 불타오르게 된 프란체스코 살비아티는 1477년 초, 반 메디치를 꿈꾸던 프란체스코 데 파치, 지롤라모 리아리오와 로마에서 만나 음모를 꾸몄다. 기본 계획은 로렌초 데 메디치와 그의 동생 줄리아노를 동시에 암살하고 무력으로 의회와 행정부를 전복시킨 후 정권을 찬탈하는 것이었다. 용병대장 몬테세코와 우르비노 공작등 여러명의 동조자들도 모았으며 메디치 가문과 사사건건 부딪치며 갈등하던 교황 식스토 4세로 부터도 간접적인 지원을 약속받았다.
그는 자신의 조카 라파엘레 리아리오를 메디치 가문의 형제에게 보내서, 1478년 4월 26일 피렌체 대성당에서 진행되는 미사에 메디치 가문의 로렌초와 줄리아노 형제를 초대했다. 공격시점은 성체거양의 종소리가 울릴때로 잡았다. 성체거양시 경배를 위해 미사 참석자 전원이 억숙한 경배를 위해 고개를 숙이는게 관례였기 때문이다. 성체거양이 시작되자 공모자들이 메디치 가문의 형제들을 공격하였고, 프렌체스코 살비아티는 곤팔로니에레(수상) 페트루치를 죽이고 행정부를 장악하기 위해 수행원으로 가장한 용병들을 이끌고 베키오 궁으로 향했다.
그러나 쿠데타는 실패하고 말았다. 메디치 가문의 줄리아노는 성당에서 즉사했지만 그의 형 로렌초는 사건현장을 탈출하여 목숨을 건졌다. 또한 프렌체스코 살비아티는 수상 페트루치에 의해 체포되었고 성난 군중에 의해 바로 교수형에 처해졌다. 교황 식스토 4세는 자신이 임명한 대주교 프렌체스코 살비아티가 효수당하자 피렌체 전체를 파문하였다. 또한 나폴리와 동맹을 맺고 2년간 피렌체와 전쟁을 치루기도 하였다.

## 대중 문화
파치 음모에 가상의 요소들을 포함시킨 《어쌔신 크리드 II》에서 살비아티는 피렌체로 진입하는 파치 군대를 이끌었고, 토스카나 근교의 그의 저택으로 달아났지만, 1479년에 그를 추적한 암살자 에치오 아우디토레 다 피렌체에게 살해당한다.

## 참고 자료
- Duomo
- Telus